# Llama Llama
Llama Llama es una serie de televisión infantil animada estrenada el 26 de enero de 2018 en Netflix. Producida por Genius Brands y basada en la obra literaria de Anna Dewdney, la serie relata la historia de Llama Llama, una pequeña llama que aprende a explorar el mundo de la mano de Mamá Llama (con la voz de Jennifer Garner). La serie fue producida por Reed Duncan, compañero de Dewdney, como un tributo a la autora, fallecida el 3 de septiembre de 2016.
El 19 de junio de 2018 se anunció que la serie sería renovada para una segunda temporada, la cual llegó a la plataforma el 15 de noviembre de 2019.

## Reparto
- Shayle Simons es Llama Llama
- Jennifer Garner es Mamá Llama
- Alistair Abell es Billy Goat
- Austin Abell es Gilroy Goat
- Vania Gill es Luna Giraffe
- Islie Hirvonen es Nelly Gnu
- Evans Johnson es Zelda Zebra
- Grady Ainscough es Roland Rhino
- Kathleen Barr es Grandma Llama
- David Orth es Grandpa Llama
- Brenden Sunderland es Euclid

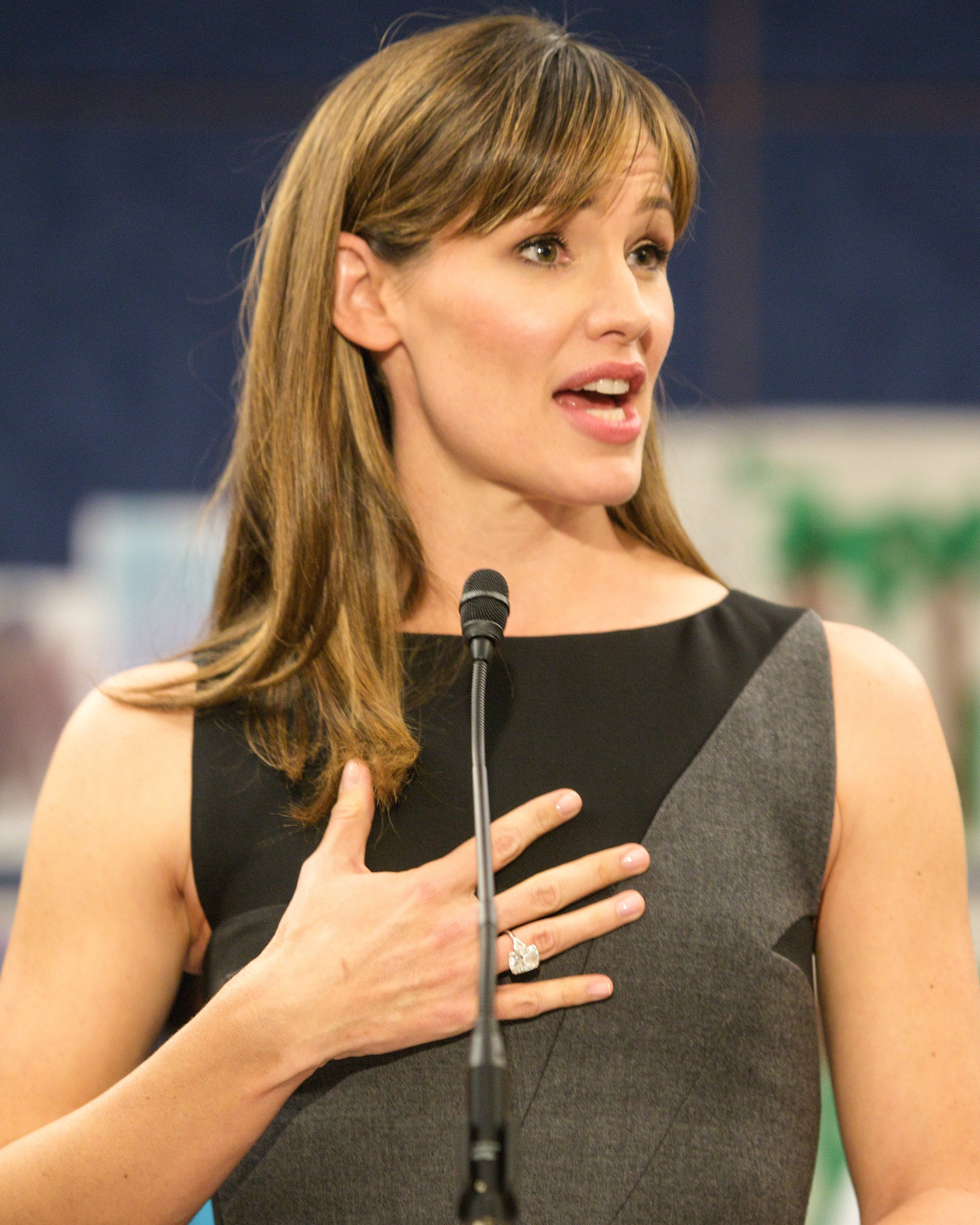
Jennifer Garner aportó la voz de Mamá Llama en la serie.

- Vincent Tong es el Oficial Flamingo

## Episodios

### Primera temporada
| N.º | Título                                     | Fecha de emisión original |
| --- | ------------------------------------------ | ------------------------- |
| 1   | «Zoom! Zoom! Zoom!/Lost Tooth»             | 26 de enero de 2018       |
| 2   | «Last Day of Summer/Bully Goat»            | 26 de enero de 2018       |
| 3   | «Forgotten Fuzzy/Home with Mama»           | 26 de enero de 2018       |
| 4   | «Llama Llama Red Pijama/Time to Share»     | 26 de enero de 2018       |
| 5   | «Llama Llama Shopping Drama/Lucky Pijamas» | 26 de enero de 2018       |
| 6   | «Snow Show/Secret Santa»                   | 26 de enero de 2018       |
| 7   | «Spring Fever/Happy Birthday, Llama Llama» | 26 de enero de 2018       |
| 8   | «Llama Llama Lemonade/Stage Fright»        | 26 de enero de 2018       |
| 9   | «Sleepover at Gilroy's/Noise Neighbor»     | 26 de enero de 2018       |
| 10  | «Coach Llama Llama/Jealous Nelly»          | 26 de enero de 2018       |
| 11  | «Llama Llama Trick or Treat/Boat Float»    | 26 de enero de 2018       |
| 12  | «Beach Day/Mama Llama's Mother Day»        | 26 de enero de 2018       |
| 13  | «Saving Luna's Necklace/Let's Go Camping»  | 26 de enero de 2018       |
| 14  | «Llama Llama and the Babysitter/Job Day»   | 26 de enero de 2018       |
| 15  | «Llama Llama Loves to Read/I Heart You!»   | 26 de enero de 2018       |

### Segunda temporada
| N.º | Título                                          | Fecha de emisión original |
| --- | ----------------------------------------------- | ------------------------- |
| 1   | «Three Friends and a Baby Newman/New Neighbors» | 15 de noviembre de 2019   |
| 2   | «Llama Llama Talent Show/Llama Llama's Lie»     | 15 de noviembre de 2019   |
| 3   | «Loch Ness Llama/Band Together»                 | 15 de noviembre de 2019   |
| 4   | «Doctor Visit/Daddy's Day»                      | 15 de noviembre de 2019   |
| 5   | «Llama Llama Light Show/Luna's Perfect Leaf»    | 15 de noviembre de 2019   |
| 6   | «The Snow Must Go On/Message in a Bottle»       | 15 de noviembre de 2019   |
| 7   | «New Year, New Me/Story Island»                 | 15 de noviembre de 2019   |
| 8   | «Story Island/The New Toy»                      | 15 de noviembre de 2019   |
| 9   | «Thanks for Giving-Day/Finding Dion»            | 15 de noviembre de 2019   |
| 10  | «Llama Family Vacacion»                         | 15 de noviembre de 2019   |